# Kurt Ott
Kurt Ott, né le 9 décembre 1912 à Zurich et mort le 19 avril 2001 à Schlieren, est un coureur cycliste suisse.

## Carrière
Kurt Ott participe aux Jeux olympiques d'été de 1936 à Berlin et remporte la médaille d'argent dans l'épreuve de course en ligne par équipes avec Edgar Buchwalder et Ernst Nievergelt.